# Glypta ciliata
Glypta ciliata är en stekelart som beskrevs av Schiodte 1839. Glypta ciliata ingår i släktet Glypta och familjen brokparasitsteklar. Inga underarter finns listade i Catalogue of Life.